# گورستان امامزاده عبداله
قبرستان امامزاده عبداله مربوط به دوره صفوی به بعد است و در شهرستان گرگان، دهستان استرآباد جنوبی، روستای زیارت واقع شده و این اثر در تاریخ ۱۰ بهمن ۱۳۸۳ با شمارهٔ ثبت ۱۱۲۸۳ به‌عنوان یکی از آثار ملی ایران به ثبت رسیده است.